# Великояновицький палац
Великояновицький палац (пол. Pałac w Janowicach Wielkich) — палацовий комплекс, розташований поблизу річки Бубр, у північній частині села Яновіце-Великі у гміні Яновиці-Великі Єленьоґурського повіту Нижньосілезького воєводства в Польщі. Замок є одним із туристичних об'єктів у Культурному парку Єленьогірської долини. 

## Історія

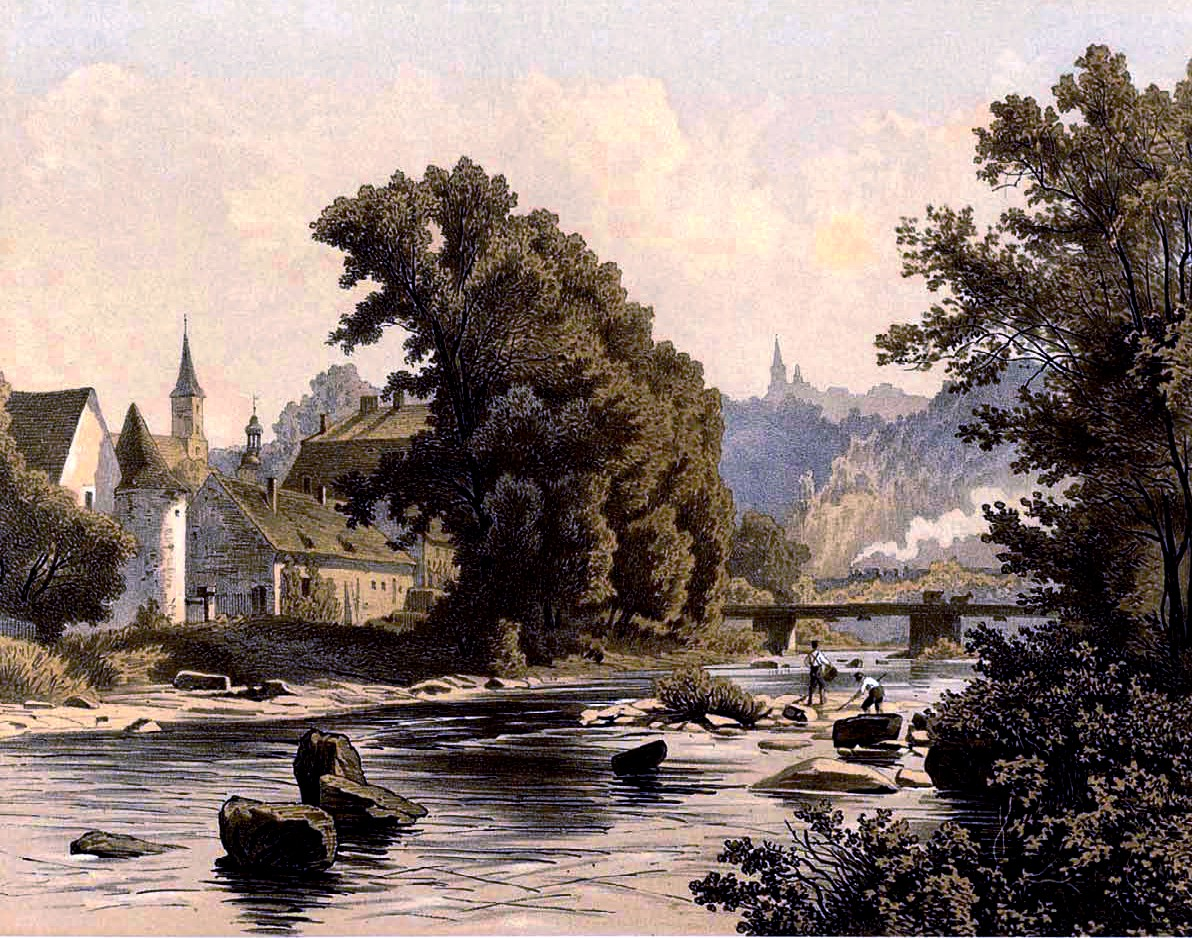
Великояновицький палац між 1857 та 1883 роками, зображений Теодором Альбертом

Укріплення у Яновицях, було побудовано у XIV столітті лицарем фон Байєром. Граф Даніель фон Шаффґоч, власник сусіднього Больчова, доручив в 1608—1609 роках розбудувати місцевий маєток. Після пошкодження у 1642 році, під час Тридцятилітньої війни, та після того, як у 1645 році маєток було підпалено шведською армією, він перебував у власності родини фон Маншвіц, а потому — фон Промніц та цу Столберг-Верніґероде. Резиденція набула барокового вигляду в 1775 році, чергову перебудову було здійснено у 1830 році. У 1830—1840 роках для Вільгельма Столберга було закладено ландшафтний парк з виглядом на Яновиці, Рудави Яновицькі та сусідні Соколі гори, який добре зберігся до нашого часу. На сьогоднішній день у парку налічується майже сім сотень дерев. У 1803 році було споруджено дерев’яні, фахверкові господарські споруди. У 1917 році внаслідок пожежі згоріли офіцини, однак вже незабаром їх відбудували, виділивши частину приміщень для молодіжної туристичної бази. Вкотре їх було розбудовано у 1920 році. З ренесансних деталей палацу зберігся камін у колишній бальній залі. Після Другої світової війни у будівлі спочатку було обладнано офісні приміщення. У 1962 році в палаці було розміщено Будинок соціальної допомоги, який функціонує тут донині. 

## Архітектура
Комплекс складається з витягнутого прямокутного у плані корпусу офіціни та, прилеглої до неї із заходу, квардратної у плані головної будівлі з розташованим по осі коридором. Головна будівля покрита шатровим дахом. Офіцина має гребінчастий дах з численними мансардами. На осі переднього фасаду виступає портал з ключем та датою 1765 року. З боків на плінтусах розташовані гладкі пілястри, що підтримують карниз. З інтер’єрів головного корпусу збереглися лише склепінні підвальні приміщення та першого поверху (початок XVII і XVIII століть). У офіцині більшість кімнат зберегли свій історичний характер. Значну частину займає велика бальна зала, що своєю висотою сягає двох поверхів, на східній стороні виступає емпора, підтримувана тосканськими колонами. Стеля має облямування неіснуючого нині плафону. Поруч з бальною кімнатою збереглася кімната з каміном, на якому міститься чавунний герб родини Столбергів із вище розміщеною князівською короною. Внутрішня частина каміна наповнена ренесансними чавунними різьбленими плитами,  які швидше за все походять, з Нижньої Саксонії, можливо, з резиденції родини Верніґероде . 

## Світлини

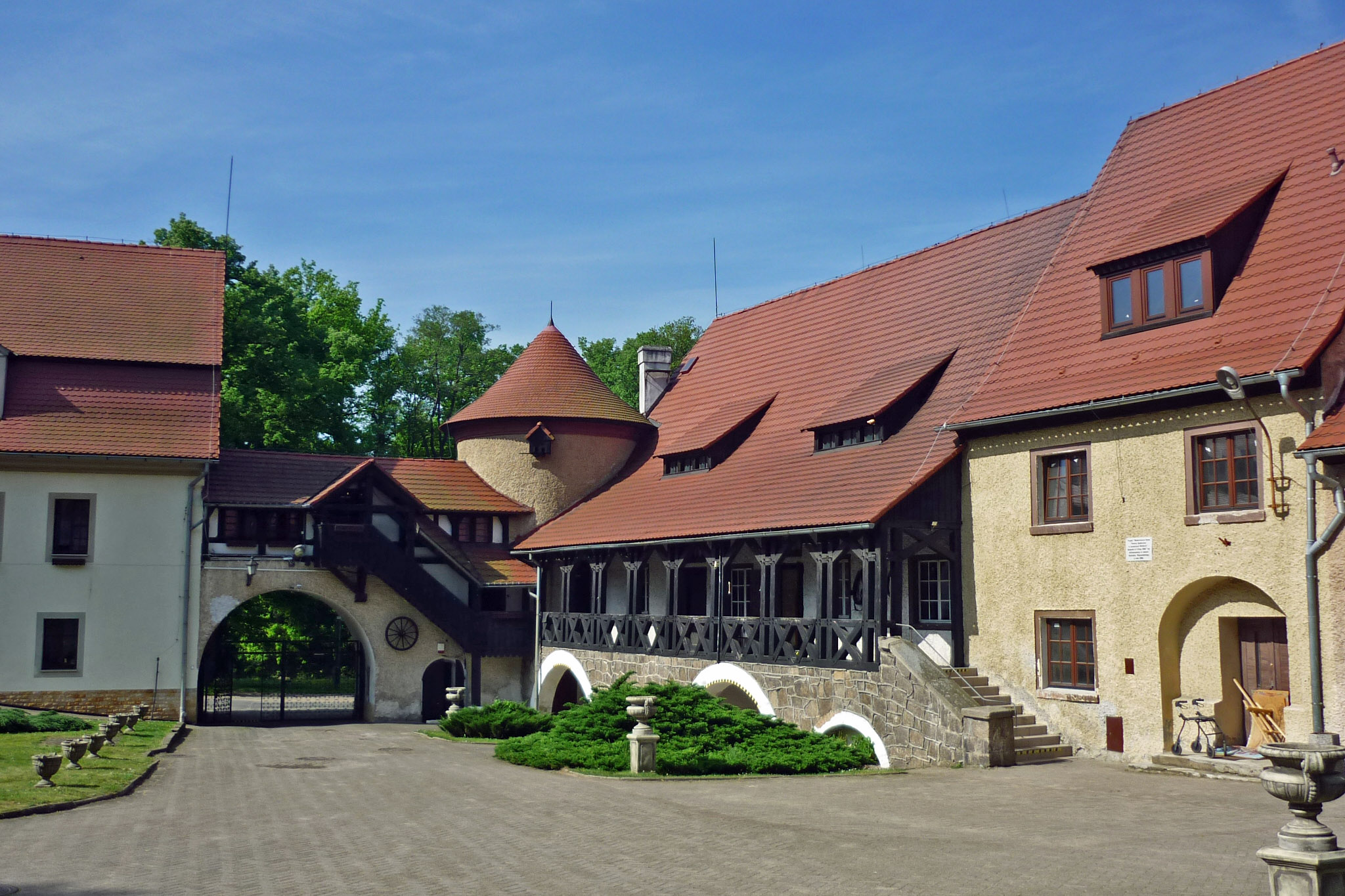
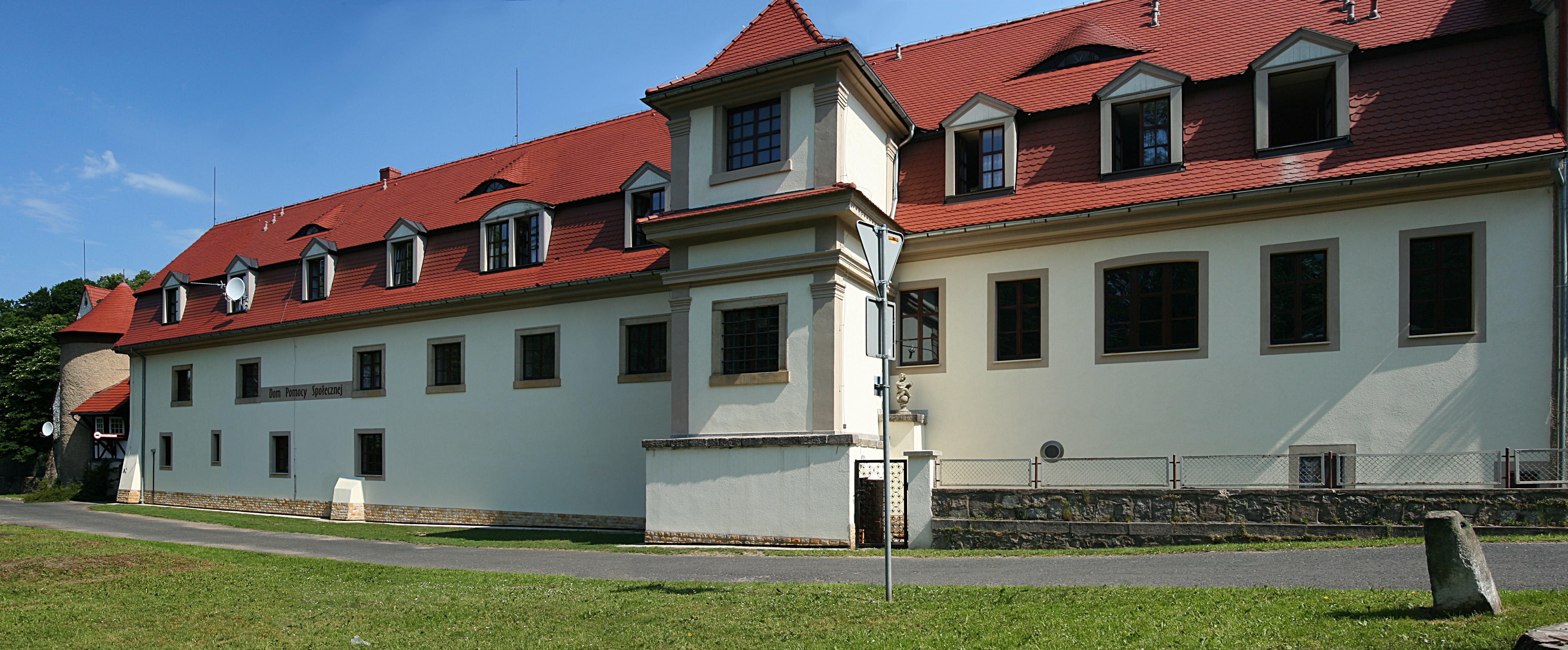
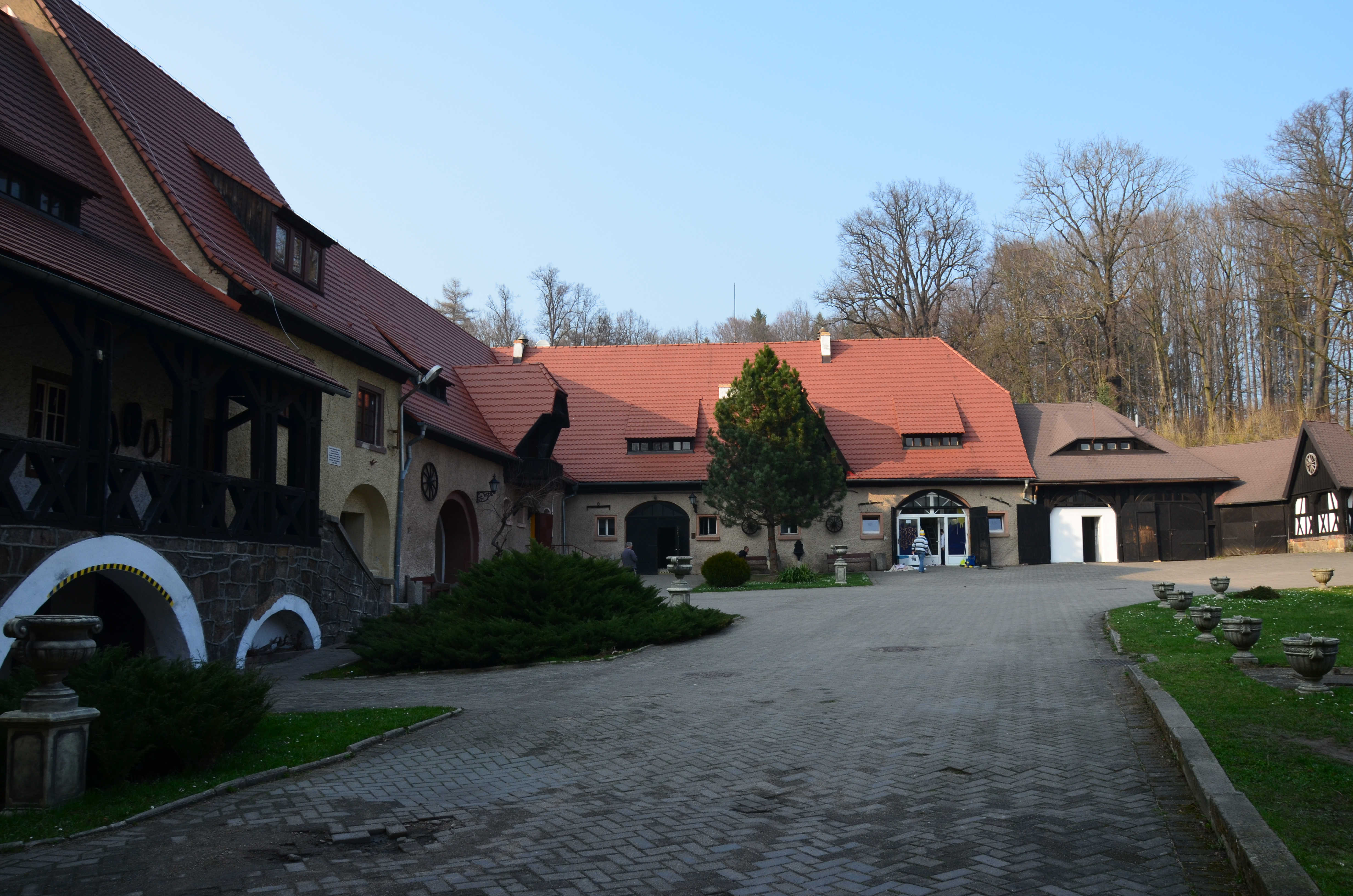